# Chiesetta di Santa Sofia
La chiesetta di Santa Sofia è un edificio religioso situato a Pedemonte, frazione di San Pietro in Cariano, in provincia di Verona.

## Descrizione
Grazie all'epigrafe su una lapide, ora custodita presso il convento dei padri Stimatini a Sezano di Valpantena, su cui si legge:
si sa che già era presente un edificio di culto cristiano edificato nel IX secolo dall'abate Odiberto I appartenente al monastero di Santa Maria in Organo di Verona. Di questa prima costruzione (che si suppone fosse stato, a sua volta, costruito su di uno precedente) non rimane, tuttavia, alcuna traccia ad esclusione delle fondamenta. L'attuale fabbricato risale alla metà del XIV secolo e costituisce un esempio di architettura tardo romanica del veronese.
All'interno presenta affreschi databili intorno alla fine del XIV secolo e l'inizio del XV, oltre alle firme di vicari e notabili che la frequentarono, mentre l'impianto strutturale risale ad un periodo compreso tra l'831 e l'845. La chiesa si affaccia su un'antica via utilizzata ancora oggi dai pastori per il transito delle greggi: alcune firme ancora oggi leggibili ne sono una testimonianza.
L'edificio si presenta con una facciata a capanna, più alta del tetto, realizzata con conci di tufo squadrata orientata verso ovest, come tradizione per le chiese romaniche. L'interno, ad un'unica navata, è coperto da un tetto sorretto da capriate lignee mentre il pavimento è costituito sa semplici lastroni in marmo. A nord vi è una piccola cappella, da cui si accede da una porticciola subito prima del presbitero, di recente costruzione. L'altare barocco è realizzato in marmo, principalmente con l'utilizzo del rosso veronese. All'estremo orientale, la chiesa termina con un'abside di forma rettangolare. I muri interni e l'abside sono impreziositi da alcuni affreschi di pregevole fattura, probabilmente realizzati, almeno in parte, nel trecento da un allievo del Turone. Sempre sui muri interni si possono trovare iscrizioni di vicari e personaggi di rilievo che hanno, negli anni, frequentato questo luogo.
Attualmente la chiesa risulta inagibile, soprattutto in seguito ai danni riportati dai terremoti del 2012. Rimangono visitabili solamente il sagrato e il giardino esterno.
È stata luogo del cuore FAI del 2014, raccogliendo dei fondi per il mantenimento della struttura.
Dal 2015 è costituita l'Associazione per la tutela e la valorizzazione della Chiesa di Santa Sofia di Pedemonte che ne promuove la conoscenza e il restauro.